# Ocupação alemã de Luxemburgo durante a Primeira Guerra Mundial

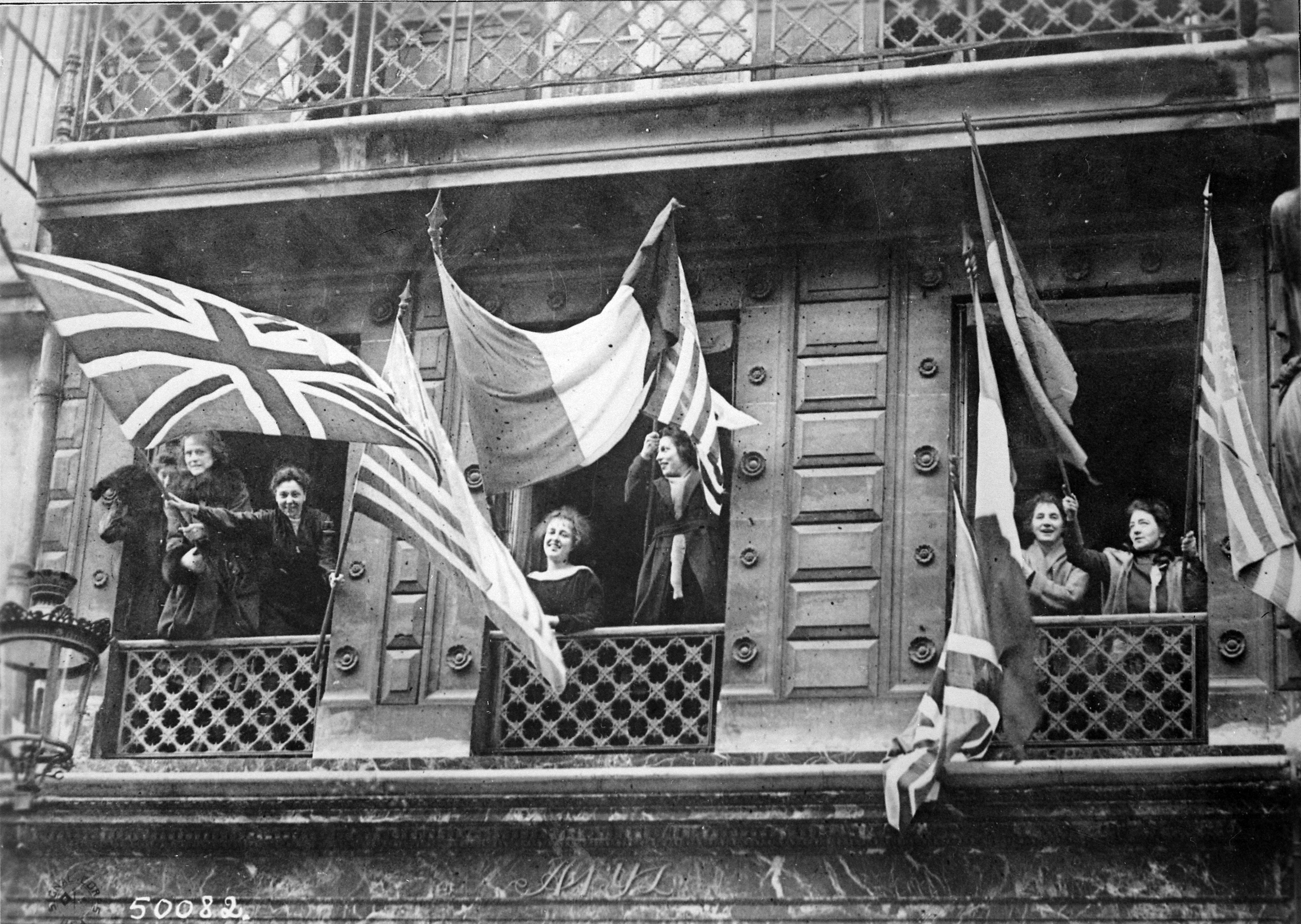
Luxemburgueses a celebrar a libertação do seu país, e recebendo a chegada dos soldados Aliados depois do Armistício de Compiègne, Novembro de 1918.

A Ocupação do Luxemburgo pela Alemanha durante a Primeira Guerra Mundial foi a primeira de duas ocupações militares do Grão-Ducado do Luxemburgo pela Alemanha no século XX. Entre Agosto de 1914 até ao final da Primeira Guerra Mundial, a 11 de Novembro de 1918, o Luxemburgo ficou sob ocupação total do Império Alemão. O governo alemão justificou a ocupação para apoiar os seus exércitos na vizinha França, embora muitos luxemburgueses, contemporâneos e actuais, tenham interpretado as acções alemães de uma forma diferente.
Durante este período, foi permitido ao Luxemburgo continuar com o seu próprio governo e sistema político, que, no entanto, eram assombrados pela presença militar alemã. Apesar da presença germânica no dia-a-dia, os luxemburgueses tentaram viver as suas vidas o mais normalmente possível. Os partidos políticos tentaram concentrar-se em outros assuntos, como a economia, educação e reformas constitucionais.
O ambiente político doméstico ficou mais difícil depois da morte de Paul Eyschen, primeiro-ministro do país durante 27 anos. A sua morte deu início a uma série de governos de curta duração, culminando em rebeliões e tumultos constitucionais depois da retirada das tropas alemãs.